# Great Shelford
Pour les articles homonymes, voir Shelford.
Great Shelford est un village et une paroisse civile du Cambridgeshire, en Angleterre. Situé à environ 6 km au sud de la ville de Cambridge, il est traversé par la rivière Cam. Administrativement, il relève du district du South Cambridgeshire. Au recensement de 2011, il comptait 4 233 habitants.

## Jumelages
- Verneuil-en-Halatte (France)